# Карло II (герцог Савойський)
Карло II Джованні Амадей (італ. Carlo Giovanni Amedeo di Savoia; 23 червня 1489 — 16 квітня 1496) — герцог Савойський в 1490—1496 роках.

## Життєпис
Походив з Савойського дому. Син Карло I, герцога Савойського, та Бланки Палеолог. Народився 1489 року в Турині. 1490 року після смерті батька успадкував трон Савойського герцогства. Через малий вік регентство отримала його мати, яка у 1494 році пропустила французьке військо на чолі із королем Карлом VIII, який розпочав Італійські війни. Також регентша повернула Людовику дель Васто маркізат Салуццо, який захопив перед тим Карло I. Слабке регентство не змогло запобігти розбраду під час виборів нового єпископа Женевського, який перебував під фактичним сюзеренітетом Савої.
Самого герцога було передано на виховання родичам Мерле і Коріну де Плосаск'є — адміралу родоського флоту і архієпископу Тарантеза відповідно.
У 1496 році Карло II помер внаслідок нещасного випадку (невдало впав з ліжка) у замку Монкальєрі. Йому спадкував стриєчний дід Філіпп II.